# Incêndio no Porto de Santos em 2013
No dia 18 de outubro de 2013, um incêndio de grandes proporções atingiu armazéns da empresa Copersucar no Porto de Santos. Cerca de 180 mil toneladas de açúcar foram destruídas pelas chamas, o equivalente a cerca de 10% de todo volume de exportação mensal de açúcar do país na época. A empresa era responsável pela exportação de cerca de um quarto de todo açúcar movimentado no país.
O fogo teve início pela manhã e foi extinto apenas ao meio dia, deixando quatro trabalhadores feridos, todos eles funcionários da empresa. Para combater o incêndio foram acionados dez caminhões do Corpo de Bombeiros, um caminhão da Petrobras, dois carros da Guarda Portuária, um helicóptero Águia da Polícia Militar e uma equipe vindo de São Paulo.
As chamas ocorreram no sistema de esteiras de transporte de açúcar de dois armazéns, os quais tiveram os tetos destruídos. Segundo a Companhia Docas de Santos, seis armazéns foram atingidos no acidente. Este acidente foi considerado o maior incêndio da história do Porto de Santos na época do ocorrido.

## Consequências
O prejuízo estimado inicialmente com a perda das 180 toneladas de açúcar foi de R$78 milhões. Além disso, após o incidente, houve uma subida de cerca de 2,6% na bolsa de Valores de Nova Iorque e 3% na de Londres.
Além disso, houve uma redução na capacidade de operação do terminal de açúcar do porto por conta do evento acidental, o que atrasou a movimentação de caminhões e a logística de transporte da commodity.
Grande parte do açúcar bruto e melaço foram arrastados pela água utilizada no combate ao incêndio até o estuário de Santos. Como consequência, vistorias realizadas após o acidente indicaram a morte de milhares de peixes no estuário de Guarujá e Santos, além de alteração da cor, odor e qualidade da água dessa região. Em função disso, a Cetesb aplicou multa de cerca de R$197,3 mil à Copersucar, além de exigir ações de limpeza e adequação das instalações de drenagem da empresa.
Segundo especialistas, o material arrastado para o estuário após o evento possui caráter lesivo ao meio ambiente comparável a óleo combustível, com grande toxicidade para os peixes e outros seres aquáticos. Estima-se que cerca de dois mil pescadores foram afetados pelo impacto ambiental ocasionado.
Dessa forma, o Ministério Público Federal entrou com uma ação contra a Copersucar pedindo que a empresa seja condenada a pagar R$13,6 milhões em reparação aos danos morais e ambientais do acidente.